# 2010년 아시안 게임 수영
제16회 아시안 게임 수영은 2010년 11월 13일부터 18일까지 중화인민공화국 광저우의 아오티 유영관에서 38개 세부 종목에 걸쳐 진행되었다.

## 메달리스트
남자
| 종목                     | 금                       | 은                                      | 동                              |
| ------------------------ | ------------------------ | --------------------------------------- | ------------------------------- |
| 남자 50m 자유형 자세히   | 루치우 중국 (CHN)        | 마사유키 키시다 일본 (JPN)              | 람마루 하마다 일본 (JPN)        |
| 남자 100m 자유형 자세히  | 박태환 대한민국 (KOR)    | 루치우 중국 (CHN)                       | 후지 타쿠로 일본 (JPN)          |
| 남자 200m 자유형 자세히  | 박태환 대한민국 (KOR)    | 쑨양 중국 (CHN)                         | 다케시 마쓰다 일본 (JPN)        |
| 남자 400m 자유형 자세히  | 박태환 대한민국 (KOR)    | 쑨양 중국 (CHN)                         | 장린 중국 (CHN)                 |
| 남자 1500m 자유형 자세히 | 쑨양 중국 (CHN)          | 박태환 대한민국 (KOR)                   | 장린 중국 (CHN)                 |
| 남자 50m 배영 자세히     | 준야 코가 일본 (JPN)     | 료스케 이리에 일본 (JPN)                | 청페이 중국 (CHN)               |
| 남자 100m 배영 자세히    | 료스케 이리에 일본 (JPN) | 준야 코가 일본 (JPN)                    | 쑨샤오레이 중국 (CHN)           |
| 남자 200m 배영 자세히    | 료스케 이리에 일본 (JPN) | 장펑린 중국 (CHN)                       | 청페이 중국 (CHN)               |
| 남자 50m 평영 자세히     | 시에지 중국 (CHN)        | 료 다테이시 일본 (JPN)                  | 리샤얀 중국 (CHN)               |
| 남자 100m 평영 자세히    | 료 타테이시 일본 (JPN)   | 블라디슬라프 폴랴코프 카자흐스탄 (KAZ)  | 왕슈아이 중국 (CHN)             |
| 남자 200m 평영 자세히    | 나오야 토미타 일본 (JPN) | 최규웅 대한민국 (KOR) 쉐류펭 중국 (CHN) | —                               |
| 남자 50m 접영 자세히     | 주쟈웨이 중국 (CHN)      | 마샤유키 키시다 일본 (JPN)              | 카데 비르다왈 비크람 인도 (IND) |
| 남자 100m 접영 자세히    | 주쟈웨이 중국 (CHN)      | 타쿠로 후지 일본 (JPN)                  | 우펭 중국 (CHN)                 |
| 남자 200m 접영 자세히    | 타케시 마쓰다 일본 (JPN) | 류스케 사카다 일본 (JPN)                | 첸 인 중국 (CHN)                |
| 남자 200m 혼영 자세히    | 켄 타카쿠와 일본 (JPN)   | 왕쑨 중국 (CHN)                         | 유야 호리하타 일본 (JPN)        |
| 남자 400m 혼영 자세히    | 유야 호리하타 일본 (JPN) | 황차오성 중국 (CHN)                     | 켄 타카쿠와 일본 (JPN)          |
| 남자 400m 계영 자세히    | 중화인민공화국 (CHN)     | 일본 (JPN)                              | 대한민국 (KOR)                  |
| 남자 800m 계영 자세히    | 중화인민공화국 (CHN)     | 일본 (JPN)                              | 대한민국 (KOR)                  |
| 남자 400m 혼계영 자세히  | 일본 (JPN)               | 대한민국 (KOR)                          | 카자흐스탄 (KAZ)                |
| 여자 50m 자유형 자세히   | 리제시 중국 (CHN)        | 탕 이 중국 (CHN)                        | 야요이 마쓰모토 일본 (JPN)      |

여자
| 종목                      | 금                     | 은                       | 동                         |
| ------------------------- | ---------------------- | ------------------------ | -------------------------- |
| 여자 100m 자유형 자세히   | 탕이 중국 (CHN)        | 리제시 중국 (CHN)        | 하루카 우에다 일본 (JPN)   |
| 여자 200m 자유형 자세히   | 주콴웨이 중국 (CHN)    | 탕이 중국 (CHN)          | 하나에 이토 일본 (JPN)     |
| 여자 400m 자유형 자세히   | 샤오위엔 중국 (CHN)    | 류징 중국 (CHN)          | 서연정 대한민국 (KOR)      |
| 여자 800m 자유형 자세히   | 류솬수 중국 (CHN)      | 샤오이웬 중국 (CHN)      | 마이코 후지노 일본 (JPN)   |
| 여자 50m 배영 자세히      | 가오창 중국 (CHN)      | 아야 테라카와 일본 (JPN) | 스톈롱치 중국 (CHN)        |
| 여자 100m 배영 자세히     | 자오징 중국 (CHN)      | 시호 사카이 일본 (JPN)   | 가오창 중국 (CHN)          |
| 여자 200m 배영 자세히     | 자오징 중국 (CHN)      | 시호 사카이 일본 (JPN)   | 아야 테라카와 일본 (JPN)   |
| 여자 50m 평영 자세히      | 왕란디 중국 (CHN)      | 자오진 중국 (CHN)        | 사토미 스즈키 일본 (JPN)   |
| 여자 100m 평영 자세히     | 지리핑 중국 (CHN)      | 사토미 스즈키 일본 (JPN) | 첸휘쟈 중국 (CHN)          |
| 여자 200m 평영 자세히     | 정다래 대한민국 (KOR)  | 쑨예 중국 (CHN)          | 지리핑 중국 (CHN)          |
| 여자 50m 접영 자세히      | 타오 리 싱가포르 (SIN) | 유카 카토 일본 (JPN)     | 루잉 중국 (CHN)            |
| 여자 100m 접영 자세히     | 쟈오류양 중국 (CHN)    | 타오 리 싱가포르 (SIN)   | 유야 카토 일본 (JPN)       |
| 여자 200m 접영 자세히     | 쟈오류양 중국 (CHN)    | 나쓰미 호시 일본 (JPN)   | 최혜라 대한민국 (KOR)      |
| 여자 200m 혼영 자세히     | 예시웬 중국 (CHN)      | 왕춘 중국 (CHN)          | 최혜라 대한민국 (KOR)      |
| 여자 400m 혼영 자세히     | 예시웬 중국 (CHN)      | 리솬쑤 중국 (CHN)        | 첸완정 중화 타이베이 (TPE) |
| 여자 4 x 100m 계영 자세히 | 중화인민공화국 (CHN)   | 일본 (JPN)               | 대한민국 (KOR)             |
| 여자 4 x 200m 계영 자세히 | 중화인민공화국 (CHN)   | 일본 (JPN)               | 홍콩 (HKG)                 |
| 여자 400m 혼계영 자세히   | 중화인민공화국 (CHN)   | 일본 (JPN)               | 홍콩 (HKG)                 |

## 나라별 메달 집계
| 순위 | 국가       | 금메달 | 은메달 | 동메달 | 합계 |
| ---- | ---------- | ------ | ------ | ------ | ---- |
| 1    | 중국       | 24     | 16     | 14     | 54   |
| 2    | 일본       | 9      | 18     | 12     | 39   |
| 3    | 대한민국   | 4      | 3      | 6      | 13   |
| 4    | 싱가포르   | 1      | 1      | 0      | 2    |
| 5    | 카자흐스탄 | 0      | 1      | 1      | 2    |
| 6    | 홍콩       | 0      | 0      | 2      | 2    |
| 7    | 인도       | 0      | 0      | 1      | 1    |
| 7    | 대만       | 0      | 0      | 1      | 1    |
| 합계 | 합계       | 38     | 39     | 37     | 114  |